# Crempigny-Bonneguête
Crempigny-Bonneguête és un municipi francès situat al departament de l'Alta Savoia i a la regió d'Alvèrnia-Roine-Alps. L'any 2007 tenia 238 habitants.

## Demografia

### Població
El 2007 la població de fet de Crempigny-Bonneguête era de 238 persones. Hi havia 85 famílies de les quals 24 eren unipersonals (16 homes vivint sols i 8 dones vivint soles), 20 parelles sense fills, 37 parelles amb fills i 4 famílies monoparentals amb fills.
La població ha evolucionat segons el següent gràfic:
Habitants censats

### Habitatges
El 2007 hi havia 112 habitatges, 91 eren l'habitatge principal de la família, 16 eren segones residències i 5 estaven desocupats. 111 eren cases i 1 era un apartament. Dels 91 habitatges principals, 78 estaven ocupats pels seus propietaris, 10 estaven llogats i ocupats pels llogaters i 3 estaven cedits a títol gratuït; 1 tenia dues cambres, 11 en tenien tres, 26 en tenien quatre i 53 en tenien cinc o més. 83 habitatges disposaven pel capbaix d'una plaça de pàrquing. A 32 habitatges hi havia un automòbil i a 53 n'hi havia dos o més.

### Piràmide de població
La piràmide de població per edats i sexe el 2009 era:
| Homes | Edats   | Dones |
| ----- | ------- | ----- |
| 0     | 95 o +  | 0     |
| 0     | 90 a 94 | 0     |
| 0     | 85 a 89 | 0     |
| 0     | 80 a 84 | 0     |
| 8     | 75 a 79 | 4     |
| 4     | 70 a 74 | 0     |
| 4     | 65 a 69 | 4     |
| 4     | 60 a 64 | 4     |
| 4     | 55 a 59 | 4     |
| 4     | 50 a 54 | 0     |
| 8     | 45 a 49 | 8     |
| 12    | 40 a 44 | 8     |
| 12    | 35 a 39 | 8     |
| 8     | 30 a 34 | 4     |
| 0     | 25 a 29 | 0     |
| 0     | 20 a 24 | 8     |
| 8     | 15 a 19 | 8     |
| 8     | 10 a 14 | 4     |
| 0     | 5 a 9   | 8     |
| 0     | 0 a 4   | 4     |

## Economia
El 2007 la població en edat de treballar era de 160 persones, 125 eren actives i 35 eren inactives. De les 125 persones actives 116 estaven ocupades (64 homes i 52 dones) i 9 estaven aturades (1 home i 8 dones). De les 35 persones inactives 13 estaven jubilades, 12 estaven estudiant i 10 estaven classificades com a «altres inactius».

### Ingressos
El 2009 a Crempigny-Bonneguête hi havia 91 unitats fiscals que integraven 249 persones, la mediana anual d'ingressos fiscals per persona era de 19.829 €.

### Activitats econòmiques
Dels 4 establiments que hi havia el 2007, 3 eren d'empreses de construcció i 1 d'una empresa de comerç i reparació d'automòbils.
Dels 3 establiments de servei als particulars que hi havia el 2009, 1 era un taller de reparació d'automòbils i de material agrícola, 1 paleta i 1 lampisteria.
L'any 2000 a Crempigny-Bonneguête hi havia 8 explotacions agrícoles que ocupaven un total de 291 hectàrees.

## Poblacions més properes
El següent diagrama mostra les poblacions més properes.